# Người điều khiển rối

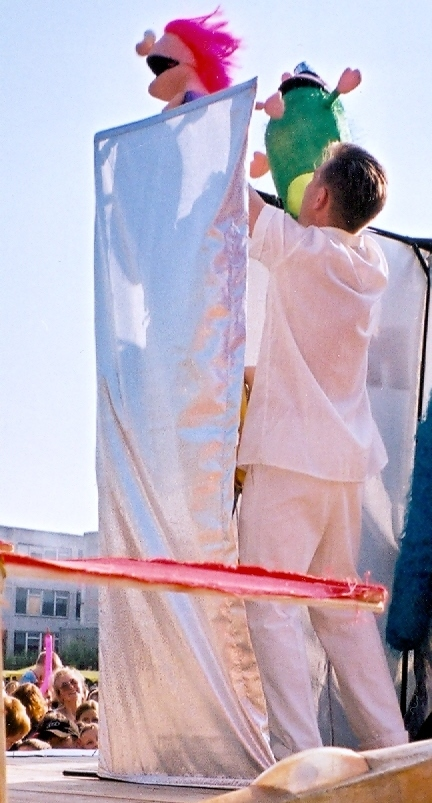
Nghệ sĩ Nikolai Zykov múa rối bằng tay

Người điều khiển rối (hay còn gọi là nghệ sĩ múa rối, người múa rối, Tiếng Anh: puppeteer) là người điều khiển các vật thể vô tri vô giác, chẳng hạn như con rối , trong thời gian thực để mô phỏng cuộc sống. Người múa rối điều khiển con rối gián tiếp bằng các sợi dây, cần bẩy, bằng điện hoặc trực tiếp vào cách sử dụng bàn tay của mình luồn vào trong con rối như trong múa rối tay. Một số nghệ thuật múa rồi cần các nghệ sĩ múa rối hoạt động theo nhóm để tạo ra một nhân vật rối duy nhất, thường là nhân vật rối có cấu tạo phức tạp.